# Flerfoldsfrugt
En flerfoldsfrugt er en botanisk betegnelse for en frugt som er sammensat af flere småfrugter. Hver småfrugt er dannet fra selvstændige frugtknuder i blomsten. Hos nogle flerfoldsfrugter falder småfrugterne af enkeltvis. Det gælder for eksempel hos ranunkel og nellikerod. Hvis flerfoldsfrugten falder samlet af planten, kaldes den en flerfoldssamfrugt. Det forekommer hos for eksempel hindbær og jordbær. Men det er ikke alle samfrugter som er flerfoldsfrugter. En samfrugt kan også være dannet af en sammenvokset blomsterstand og kaldes så en frugtstandssamfrugt. Det ses for eksempel hos morbær, figen og ananas. Til forskel vil en simpel frugt udvikles fra en enkelt frugtknude og en frugtstandsfrugt udvikles fra flere blomster. 

## Formrigdom
Småfrugterne kan være forskellige frugttyper, for eksempel:
- Stenfrugter som fx i slægten Rubus (Rosen-familien):
  - Hindbær (Rubus idaeus)
  - Brombær (Rubus fruticosus), som også er en flerfoldssamfrugt med en kødfuld blomsterbund

- Halveret hindbær; blomsterbunden er fraværende
- Halveret brombær; blomsterbunden er tilstede

- Nødder som fx i slægten Fragaria (Rosen-familien) og hos flere arter i Ranunkel-familien:
  - Jordbær (Fragaria vesca), som også er en flerfoldssamfrugt med en kødfuld blomsterbund
  - Anemone
  - Ranunkel

- Vild jordbær; hvert af frugtbladene samlet i midten udvikler sig til en nød, medens blomsterbunden svulmer op og bliver saftfyldt
- Vild jordbær; nødder på en opsvulmet blomsterbund
- Blomst af lav ranunkel (Ranunculus repens); frugtbladene samlet i midten udvikler sig hver til en nød
- Flerfoldsfrugt hos lav ranunkel efter at de enkelte frugtblade har udviklet sig til frugter

- Bælgkapsler som fx hos flere arter i Ranunkel-familien:
  - Magnolia
  - Akeleje (Aquilegia vulgaris)

- Frugt af Magnolia tripetala med endnu umodne bælgkapsler
- Moden frugt af Magnolia tripetala med opspringende bælgkapsler på vej til at frigøre frøene
- Umodne og endnu ikke åbnede bælgkapsler af akeleje
- Og efter at bælgkapslerne er modnet og har åbnet sig

- Samaraer (frugterne er vingede nødder):
  - Almindelig tulipantræ (Liriodendron tulipifera)

- Blomst af tulipantræ; frugtbladene samlet i midten udvikler sig hver til en samara
- Flerfoldsfrugt hos tulipantræ efter at de enkelte frugtblade har udviklet sig til frugter